# Винарија Зорча
| Винарија Зорча   |                                            |
|                  |                                            |
| Оснивачи:        | Мирјана и Зоран Јовановић                  |
| Основан:         | 2008.                                      |
| Седиште:         | Обршински пут бб, Петка · Лазаревац Србија |
| Веб презентација | http://www.vinarijazorca.com%5B%5D         |
| Контакт:         |                                            |

Винарија Зорча је породична винарија у насељу Петка, поред Лазаревца, где се налази виноград и винска кућа Зора.
Куповином имања 2008. године испод коте Човка, познате из борби током Колубарске битке, почео је да се формира виноград, а временом и винарија са винском кућом, која поред подрума и дегустационе сале, има и велику овалну терасу са које се пружа поглед на Лазаревац и околину који се завршава Фрушком гором, Авалом, Космајем и прати ток Kолубаре.
Вина која се производе су високо квалитетна црвена вина сорте Мерлот и Каберне совињон, као и бело вино Траминац и Шардоне. Љубитељима ракије нуди се лоза класична и лоза барик.